# Hall Park
Hall Park é uma cidade  localizada no estado norte-americano de Oklahoma, no Condado de Cleveland.

## Demografia
Segundo o censo norte-americano de 2000, a sua população era de 1088 habitantes.

## Geografia
De acordo com o United States Census Bureau tem uma área de
2,8 km², dos quais 2,7 km² cobertos por terra e 0,1 km² cobertos por água.

## Localidades na vizinhança
O diagrama seguinte representa as localidades num raio de 20 km ao redor de Hall Park.